# Krasnystaw (comune rurale)
Krasnystaw è un comune rurale polacco del distretto di Krasnystaw, nel voivodato di Lublino.
Ricopre una superficie di 150,96 km² e nel 2004 contava 9 102 abitanti.
Il capoluogo è Krasnystaw, che non fa parte del territorio ma costituisce un comune a sé.

## Geografia antropica

### Frazioni
Il comune di Krasnystaw comprende le frazioni di Białka, Łany, Stężyca Łęczyńska, Stężyca Nadwieprzańska, Stężyca-Kolonia, Tuligłowy, Widniówka, Wincentów, Zakręcie, Zastawie-Kolonia e Zażółkiew.